# 北蘭德爾鎮區 (堪薩斯州托馬斯縣)
北蘭德爾鎮區（英語：North Randall Township）為美國堪薩斯州托馬斯縣轄下的鎮區。2010年美国人口普查中該鎮區人口有85人。

## 地理
北蘭德爾鎮區涵蓋總面積為137.92平方（53.25平方英里），其中137.88平方（53.24平方英里）為陸地，0.04平方（0.015平方英里）或0.03%為水域。海拔高度936（3,071英尺）。

## 人口統計
根據2010年美國人口普查，北蘭德爾鎮區人口有85人，住房35戶，人口密度為0.62人/每平方公里。此鎮區居民之種族中，白人有85人，非裔美國人有0人，美洲原住民有0人，亞裔美國人有0人，太平洋島裔美國人有0人，其他種族有0人，混血種族則有0人。此外此鎮區有0人為西班牙裔或拉丁裔美國人。

## 交通

### 主要公路
- 70號州際公路
- 24號美國國道
- 83號美國國道